# 澤列尼亞爾 (布拉特西克區)
47°50′26″N 31°33′11″E / 47.84056°N 31.55306°E
澤列尼亞爾（烏克蘭語：Зелений Яр），是烏克蘭南部的村莊，隸屬尼古拉耶夫州的沃茲涅先斯克區。該村始建於1924年，面積0.28平方公里，海拔高度79米，2001年人口108，人口密度每平方公里385.7人。